# Big Brutus

Autos por pista para la escala

Big Brutus es el apodo de la pala eléctrica modelo 1850-B de Bucyrus-Erie. Brutus fue la pala eléctrica segunda más grande en uso en las décadas de los 1960 y los 1970. Hoy en día, Big Brutus es la pala eléctrica mayor que es preservada. Está en un museo de minería en West Mineral, Kansas, Estados Unidos. 
Fue usada para minería a cielo abierto de carbón. La pala fue diseñada para excavar entre 20 a 69 pies (6,1 a 21,0 m) para desenterrar vetas de carbón pocos profundas, que luego se explotarían con otros equipos más pequeños.

## Descripción
La construcción de Big Brutus se completó en mayo de 1963. Después de esto, las partes fueron enviadas en 150 vagones de ferrocarril, y ensamblaron en su destinación final en Kansas. Funcionó hasta 1974, hasta el carbón era inviable. En aquel momento se consideró que era demasiada grande para moverla, y la dejaron allí.
Aunque Big Brutus no es la pala eléctrica mayor jamás construida, es la más grande que se queda. La más grande de todos los tiempos es El Capitán, que pesó 28 millón libras (13 kt).

## Museo
En 1984, la empresa Pittsburg and Midway Coal Mining Company (Compañía de Minería de Carbón de Pittsburg y Midway) donó Big Brutus para crear un museo. El museo, con Brutus en plato fuerte, enfoca en la historia del área alrededor de West Mineral y las personas quienes trabajaban en Brutus. Visitantes pueden tomar una visita guiada, o explorar Brutus solo.
La Sociedad Estadounidense de Ingenieros Mecánicos designó a Big Brutus como un Monumento Histórico Regional de Ingeniería Mecánica en el año 1987. Fue incluida en el Registro Nacional de Lugares Históricos en 2018.

## Accidente fatal
El 16 de enero de 2010, Mark Mosley, un dentista de 49 años de Lowell, Arkansas, murió cuando intentó saltar BASE desde el ápice del brazo articulado. Trepando en el brazo articulado ya había prohibida. En la investigación, el examinador Tom Dolphin determinó que Mosley se cayó accidentalmente del brazo mientras se preparaba para saltar.